# Георги Теохаров
Георги Тодоров Теохаров е руски юрист и български политик, министър на правосъдието (1881-1882) и министър на народното просвещение (1882-1883) на България по време на Режима на пълномощията.

## Биография

### Произход и образование
Георги Теохаров е роден около 1837 година в Пещера. През 1856 година заминава за Цариград, където работи като писар, а на следващата година - за Одеса. През 1858 година завършва семинария, а през 1864 година - право в Московския университет. Той приема руско поданство и работи като прокурор и съдия в Русия.

### Руско-турска война (1877-1878)
По време на Руско-турската война от 1877-1878 година Теохаров е на служба във Временното руско управление, а след това - в новосъздаващата се българска администрация. През юли 1881 година става министър на правосъдието в правителството без министър-председател. В образуваното през юли 1883 година правителство на Леонид Соболев е министър на народното просвещение, а от март 1883 година, когато представителите на Консервативната партия напускат кабинета, е управляващ Министерството на правосъдието.

### След политическа кариера и смърт
Георги Теохаров остава в България до 1886 година, когато се завръща в Русия. Умира през 1901 година.